# 스기야마 노리아키
스기야마 노리아키(杉山紀彰, 1974년 3월 9일)는 일본의 남성 성우다. 도쿄도 출신이다. 주요 출연 작품으로는 나루토, 블리치, 페이트/스테이 나이트가 있다.

## 인물 • 에피소드
- 성우계 최고의 진지남으로 불릴 정도로 라디오와 이벤트 등에서 수줍은 모습이나 지나칠 정도로 진지한 모습을 보인다. 그래서인지 농담이나 애드립에서 약한 편.
- 동료 성우 타니야마 키쇼(谷山紀章)의 한자 이름과 비슷해서 자신도 가끔 혼동한다고 한다.
- 애칭은 논땅. 친한 동료 성우인 타케우치 준코가 <오! NARUTO 닛폰> 라디오에서 지어주었다.
- 그 밖에 애칭으로는 스기사마, 스기쨩
- 취미는 산책으로 짧더라도 몇시간은 걷고, 타케우치 준코에게 굉장히 예쁘게 걷는다는 말을 듣기도 했다.
- 산책 중에는 고양이가 몰려들어 본인을 둘러싸고 싸우는 일도 있어 고양이 선인이라고 불리기도 하며, 본인도 고양이를 굉장히 좋아해 자주 같이 논다.
- 기계 수리를 즐기며 컴퓨터 조립을 부탁받는 등 기계를 다루는 데 능숙하며, 게임도 좋아한다.
- 요리를 좋아해서 집에 각종 요리기구를 갖추고 있다고 한다. 잘 하는 음식은 파스타, 소바, 오므라이스 등.
- 좋아하는 음식은 장어 도시락과 소바. 하지만 메밀 알레르기가 있다.
- 대부분의 곤충을 싫어하며, 특히 바퀴벌레는 거의 혐오하는 수준인 듯 이름조차 부르려고 하지 않고 ‘까만 것’, ‘그것’으로 부른다.
- 존경하는 인물은 토미야마 케이
- 친한 동료 성우로는 타케우치 준코, 마스카와 요이치, 모리타 마사카즈.

## 출연 작품

### TV 애니메이션
2000년
- GTO (관객)
- 부기밥은 웃지 않는다 Boogiepop Phantom (야베 테츠)

2001년
- 줄무늬 호랑이 시마지로 (일기예보 생쥐)

2002년
- 사무라이 잭
- 저스티스 리그
- 섀도우 레이더스
- 나루토 (우치하 사스케)
- 불꽃의 신기루 (학생)

2003년
- 풀 메탈 패닉!

2004년
- 블리치 (이시다 우류)

2005년
- 우에키의 법칙
- 카미츄!
- 지옥소녀 1기 (하나가사 마모루)
- D.I.C.E (디노 브레이커)
- 말썽쟁이 동물 (우사하라)
- 상상 속 친구들의 모험 (블루)

2006년
- 코드기어스 반역의 를르슈 (리발 칼데몬드 / 스기야마 켄진)
- 채운국 이야기
- 찾아라 파워스톤
- 페이트/스테이 나이트 (에미야 시로)

2007년
- 채운국 이야기 2기
- 크게 휘두르며 (타카세 쥰타)
- 강철 삼국지 (조운 자룡)
- 나루토 질풍전 (우치하 사스케)
- 모야시몬 (카와하마 타쿠마)
- 지구로 (토니)

2008년
- 은혼 (킬러 거북)
- 흑집사 (윌리엄 T. 스피어스)
- 코드기어스 반역의 를르슈 R2 (리발 칼데몬드)
- 피니어스와 퍼브 (뷰포드 반 스톰)

2009년
- 극상! 인기폭발 반장!
- 마메고마
- 명탐정 코난 (에가시라 라이토 545화~546화)
- 메탈파이트 베이블레이드
- 완소 퍼펙트 반장 (나카이)

2010년
- 메탈 파이트 베이블레이드 폭 (블레이더 DJ)
- 스티치! ~언제나 최고의 친구~ (위시 워시, 학생 A)
- 축복의 캄파넬라 (애버딘 롤란드)
- 흑집사Ⅱ (윌리엄 T. 스피어스)

2011년
- 냥파이어 The Animation (독안룡 마사무냐)
- 메탈 파이트 베이블레이드 4D (블레이더 DJ)
- 주군과 함께 -안대의 야망- (마에다 케이지)
- 짱구는 못말려 (꽃미남)
- 카드 파이트!! 뱅가드 (모리카와 카츠미)

2016년
- 마법사 프리큐어! (오루바)

2017년
- 원피스 (빈스모크 이치디)

2020년
- 아픈 건 싫으니까 방어력에 올인하려고 합니다 (크롬)

### OVA
- 야나세 타카시 메르헨 극장 DVD-BOX 1 (청년)
- 전투요정 유키카제 (이토)
- 카니발 판타즘 (에미야 시로)

### 극장판
- 극장판 Fate/stay night Unlimited Blade Works (에미야 시로)
- 페이트/스테이 나이트 헤븐즈필 제2장 로스트 버터플라이 (에미야 시로)
- 하트 나라의 앨리스 (보리스 에레이)

### 게임
2004년
- Riviera ~약속의 땅 리비에라~ GBA판 (헥터)

2005년
- DUEL SAVIOR DESTINY (토마 타이가)

2007년
- 하트 나라의 앨리스 ~Wonderful Wonder World~ (보리스 에레이)
- 매지션즈 아카데미 (사가미 쿄쥬)
- 소년음양사 날개여, 하늘로 돌아가라 (아베노 마사치카)
- Riviera ~약속의 땅 리비에라~ PSP판 (헥터)
- 클로버 나라의 앨리스 ~Wonderful Wonder World~ (보리스 에레이)

＊Fate stay night Realta nua -에미야 시로-
2008년
- 코드기어스 반역의 를르슈 LOST COLORS (리발 칸데몬드, 스기야마)
- 몽견백서 (쿠모무라 요우) : 노리유키 (紀之) 명의
- 인피니트 언디스커버리 (키리야)
- 트윙클☆크루세이더스 (바이라스)

2009년
- 축복의 칸파넬라 (아바딘 로란드) : 노리유키 (紀之) 명의
- FINAL FANTASY CRYSTAL CHRONICLE: THE CRYSTAL BEARERS (카이스)
- 애니의 아틀리에 ~세라섬의 연금술사~ (한스 아렌스)
- 마그나카르타2 (크로셀 리든)
- 조커 나라의 앨리스 ~Wonderful Wonder World~ (보리스 에레이)

2013년
- 죠죠의 기묘한 모험 올스타 배틀 (브루노 부챠라티)

2017년
- 하얀고양이 프로젝트 (유키무라 사이온지)

### 웹 애니메이션
- 헤타리아 Axis Powers (영국)

### 라디오
- 코드기어스 반역의 산들 - 후쿠야마 준과 공동진행. (인터넷 라디오, 2006년 12월 - 2007년 3월)
- 코드기어스 반역의 산들 DX - 후쿠야마 준과 공동진행. (분카 방송/라디오 칸사이, 2007년 4월 - 9월)

### 더빙
- 24 -TWENTY FOUR- 시즌 1 (릭 알렌)
- 마이티 몰핀 파워 레인져 (빌리 크랑스턴/블루 레인져(3대째), 리지네타, 악의 블루 레이져, 트럼펫 마스터, 둠 스톤, 등)
- 명탐정 몽크 5 (크레이 5화)
- 유리카 ~사건입니다! 카터 보안관~ (제인 도노반)
- 챠무드 ~ 마녀 3자매~ 138화
- 프라이비트 프랙티스 3 (커티스)

#### 영화
- 1%의 핸디캡 (제이스) ※디즈니 채널의 오리지널 영화
- GOD Army 성전 (다뉴엘)
- GO!GO! 치어즈 (쟈렛)
- LE PETIT VOLEUR (에스)
- Legally Blondes (크리스)
- Life is One! Double (프레스턴 프라이스) ※디즈니 채널 오리지널 영화
- Proof of Live (헨리)
- The flood (제프)
- 감금 (고든)
- 겁나는 여친의 완벽한 비밀 (소년 시절의 베들럼 교수)
- 고스트 월드
- 그리스 (푸치)
- 디 위치 (이고르)
- 룰 2 (다크)
- 리셀 웨폰 4
- 맘마미아! (스카이)
- 브레스 더 차일드 (존)
- 세실 B. 디멘티드 (피지트)
- 스노우 화이트 백설공주 (프라이데이)
- 아메리칸 섬머 스토리 (저스틴)
- 악마의 독독 파티 (스티반)
- 야수교실 (윌리)
- 치어즈! (레스)
- 큐티 블론드 3 (크리스)
- 크레이지 월드 (알버트)
- 하이힐 엔젤 (찰리)
- 핼러윈 레져렉션 (스콧)
- 허수아비 남자 (타이거, 학생 2, 그외)
- 홈커밍 (마이크)